# Тринидад и Тобаго на зимних Олимпийских играх 2002
Тринидад и Тобаго принимали участие в Зимних Олимпийских играх 2002 года в Солт-Лэйк-Сити (США) в третий раз за свою историю, но не завоевали ни одной медали. Сборная состояла их троих бобслеистов.
Грегори Сану было 39 лет во время Олимпийских игр в Солт-Лейк-Сити, и он представлял страну на двух предыдущих зимних Олимпийских играх. Обычно  он выступал в двойке с разгоняющим Кёртисом Харри. Но за месяц до Игр Харри получил травму.
Эндрю Макнилли было 29 лет, а Эрролу Агилере — 23 года; оба дебютировали на Олимпийских играх.
Бобслейные соревнования для мужских двоек человек проходили в четыре этапа 16–17 февраля 2002 года. Итоговое место определялось суммой времени всех четырёх этапов. Сан участвовал во всех заездах,  Макнилли участвовал в первых двух заездах, а Агилера был в санях в последних двух заездах.
Тринидадский экипаж занял последнее 37-е место, а в лучшем спуске показав только 34-й результат.
| Сани (боб) | Спортсмены                               | Соревнования            | Заезд 1 | Заезд 1 | Заезд 2 | Заезд 2 | Заезд 3 | Заезд 3 | Заезд 4 | Заезд 4 | Итог    | Итог  |
| Сани (боб) | Спортсмены                               | Соревнования            | Время   | Место   | Время   | Место   | Время   | Место   | Время   | Место   | Время   | Место |
| ---------- | ---------------------------------------- | ----------------------- | ------- | ------- | ------- | ------- | ------- | ------- | ------- | ------- | ------- | ----- |
| TRI-1      | Грегори Сан Эндрю Макнилли Эррол Агилера | Бобслей: Мужские двойки | 49.74   | 35      | 50.07   | 37      | 50.68   | 37      | 49.69   | 34      | 3:20.18 | 37    |

После Олимпиады 2002 года Грегори Сан завершил спортивную карьеру и занял пост президента Федерации бобслея Тринидада и Тобаго.